# Mahakam (rzeka)
Mahakam, nazywana także Kutai – rzeka w Indonezji na Borneo; długość 760 km, powierzchnia dorzecza wynosi 80 tys. km². Źródła rzeki Mahakam znajdują się w górach Kapuas Hulu, płynie ona w kierunku południowo-wschodnim przez prowincję Borneo Wschodnie; w górnym biegu progi, w środkowym i dolnym płynie zabagnioną niziną, uchodzi deltą do Cieśniny Makasarskiej; w delcie wydobycie ropy naftowej.